# Charlotte von Kathen

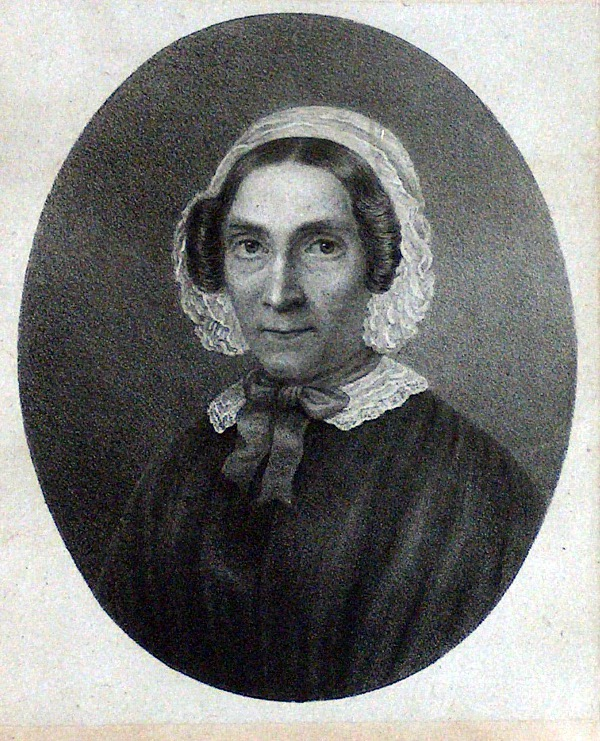
Charlotte von Kathen, 1840

Johanna Henriette Charlotte von Kathen (* 14. April 1777 in Berlin als Johanna (Jeanne) Henriette Charlotte von Mühlenfels; † 7. Februar 1850 in Putbus) war Gutsherrin auf Rügen und unterhielt einen literarischen Salon. Ihre Korrespondenzen mit Persönlichkeiten ihrer Zeit sind heute wichtige Zeitdokumente.

## Leben
Charlotte von Mühlenfels war die Tochter des Grenadierhauptmanns Bernhard Gottlieb von Mühlenfels († 1799) und dessen Frau Johanna Pauline, geb. de Campagne (1747–1797). 1783 zog die Familie auf das Gut Sissow im Süden der Insel Rügen. Noch keine zwanzig Jahre alt, heiratete sie 1796 den Leutnant a. D. Karl Emanuel Ludwig von Kathen (1767–1842), der die Güter Varbelvitz und Götemitz besaß.
Obwohl sie neun Kinder hatte, nach dem Tod der Eltern für ihre beiden jüngeren Schwestern sorgen musste und einen entsprechend großen Gutshaushalt zu verwalten hatte, empfand sie ihr geistiges Leben als nicht ausgefüllt. Sie führte daher in ihrem Haus in Götemitz einen literarischen geselligen Salon, der für religiös und literarisch interessierte Menschen zu einem Mittelpunkt der Insel Rügen wurde. Regelmäßig trafen sich bei ihr kulturell interessierte Gutsherren und Gutspächter, Pastoren sowie Gelehrte von der Insel, aus Greifswald und Berlin. Dazu gehörten Ernst Moritz Arndt und Ludwig Gotthard Kosegarten. Mit Arndt war sie mehr als fünfzig Jahre eng befreundet. Arndt schrieb ihr mehrere hundert Briefe. Charlotte von Kathen korrespondierte außerdem mit dem Greifswalder Philosophieprofessor Friedrich Muhrbeck und mit Ludwig Nicolovius.
1803 wurde sie mit Friedrich Schleiermacher bekannt, als dieser Gast bei der Hochzeit seines Freundes, des Pastors Ehrenfried von Willich, mit Charlottes jüngerer Schwester Henriette (Charlotte Sophie) war. Nach Willichs Tod heiratete Schleiermacher die Witwe und wurde somit Charlotte von Kathens Schwager. Während der Franzosenzeit teilte Schleiermacher ihr in seinen Briefen stets offen seine politischen Überzeugungen mit, was in vielen anderen Briefwechseln nicht der Fall war. Bei jedem seiner längeren Rügenbesuche hielt er sich bei ihr auf Gut Götemitz auf. Schleiermacher machte Charlotte von Kathen mit Henriette Herz bekannt, deren Berliner Salon Vorbild für den Götemitzer Kreis gewesen war. Henriette Herz, die nach dem Tod ihres Mannes ihren Salon aufgeben musste, war von März 1808 bis Ende 1809 in Götemitz als Erzieherin von Charlottes Kindern tätig.
Als Karl von Kathen, der sich fast ausschließlich um die Bewirtschaftung der Güter gekümmert hatte und am gesellschaftlichen Leben seiner Frau keinen Anteil nahm, schwer erkrankte, musste er 1837 das Gut an den Sohn Wilhelm von Kathen übergeben. Zunächst zog die Familie nach Putbus, dann 1841 nach Stralsund, wo Karl von Kathen 1842 starb. 1844 ging Charlotte von Kathen mit einer Tochter nach Putbus und verbrachte dort ihre letzten Lebensjahre.